# Brame-Farine
Brame-Farine est une montagne de France située en Isère, qui constitue un maillon des contreforts de la chaîne de Belledonne. Orientée selon un axe nord-est-sud-ouest, elle sépare la vallée du Grésivaudan, à 250 mètres d'altitude à l'ouest, de la vallée d'Allevard, à 500 mètres d'altitude à l'est. Elle est délimitée au sud par les gorges du Fay et au nord par celles du Bréda.

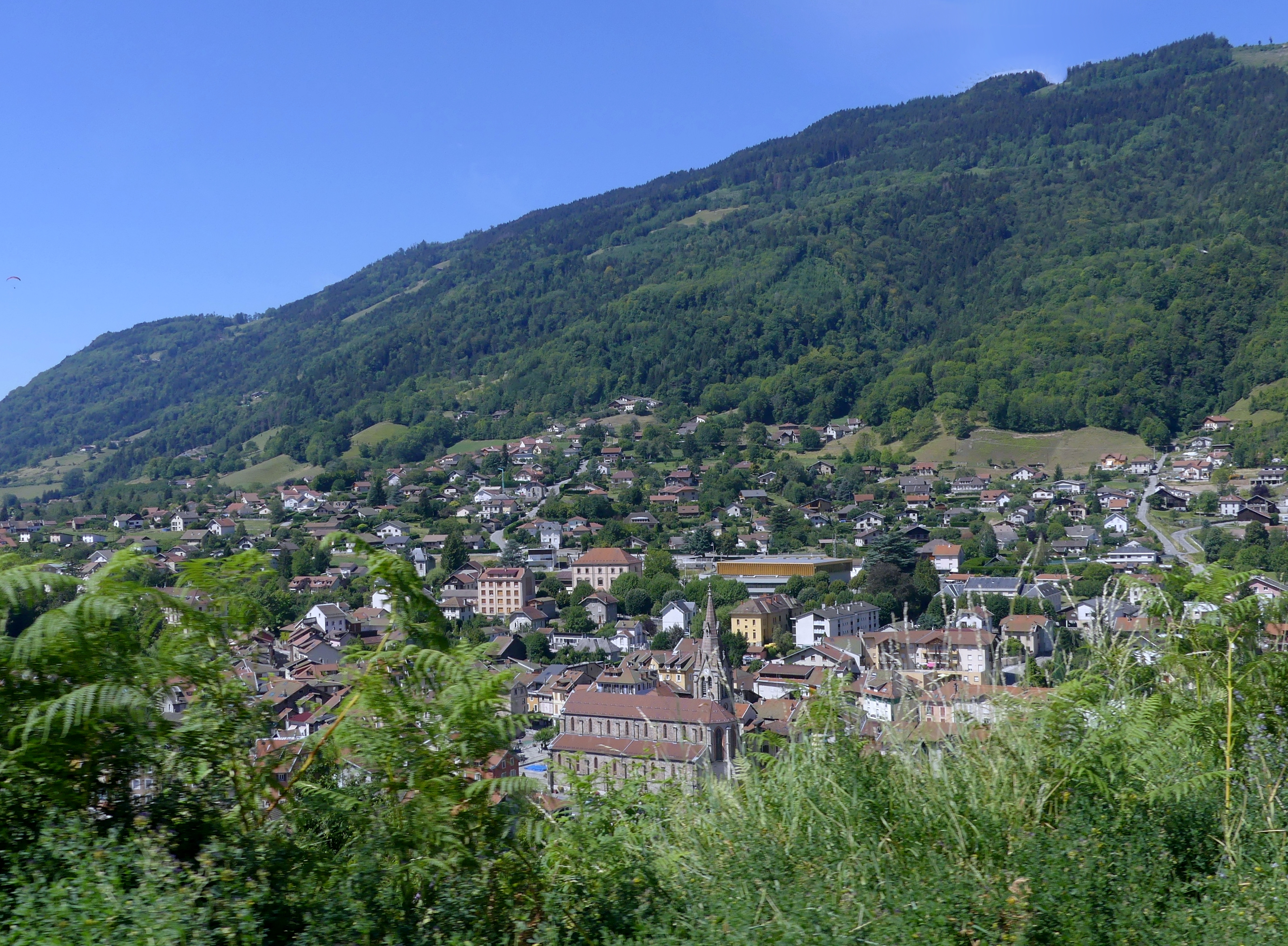
Vue d'Allevard dominé par Brame-Farine.

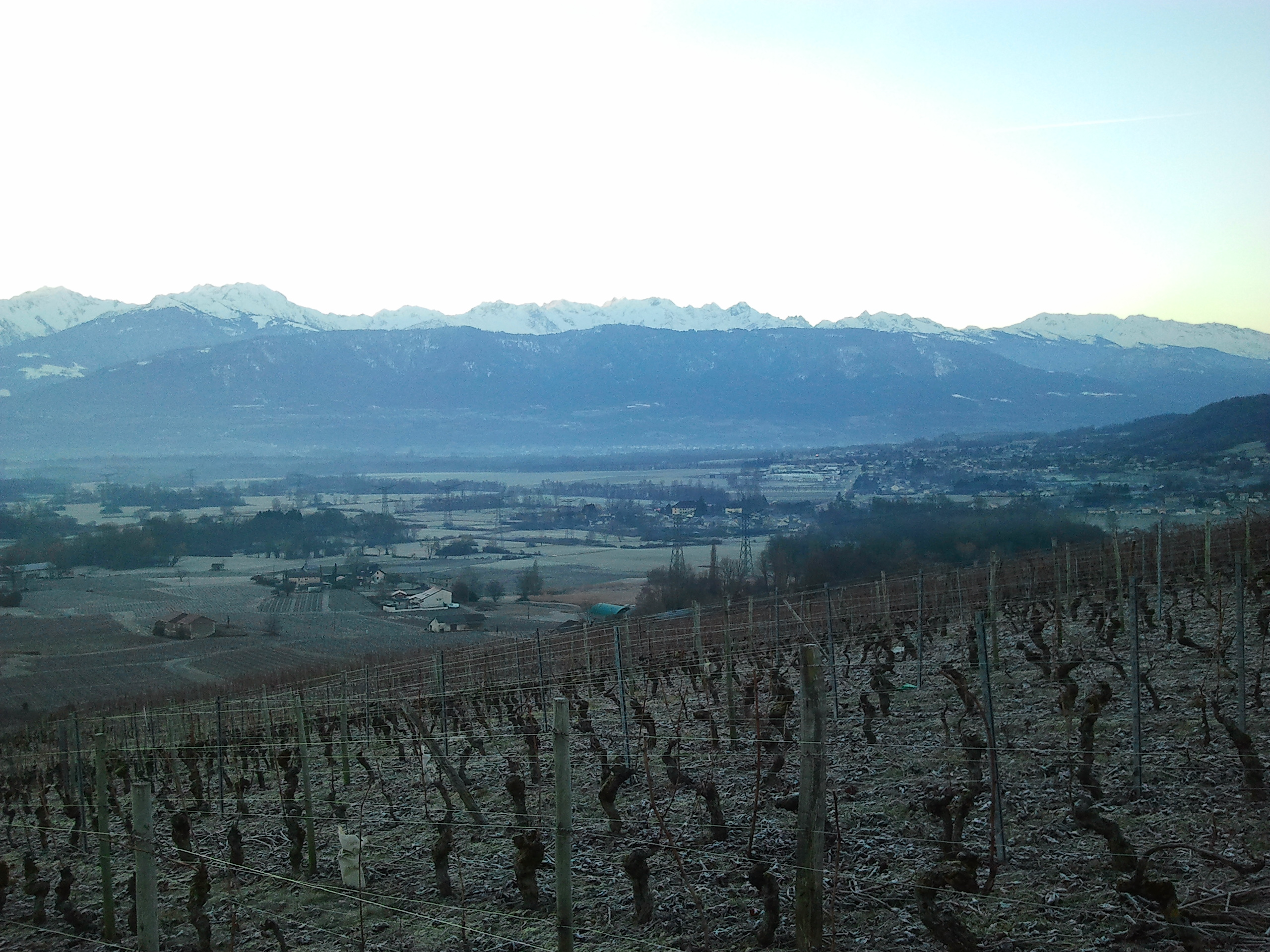
Vue en hiver depuis les vignobles de la trouée des Marches au nord-ouest du Grésivaudan, de Brame-Farine et de la chaîne de Belledonne enneigée.